# متوازي أضلاع رباعي
في الهندسة الإقليدية، متوازي الأضلاع (أو الشبيه بالمعين) (بالإنجليزية: Parallelogram) هو شكل رباعي الأضلاع فيه كل ضلعين متقابلين متوازيان. حيث يكون فيه كل ضلعين متوازيين متساويين بالطول وكل زاويتين متقابلتين متساويتين، وقطراه ينصفان بعضهما.ومجموع زواياه °360

## خصائص متوازي الأضلاع
1. كل ضلعين متقابلين متساويين.
2. كل ضلعين متقابلين متوازيين.
3. مساحة متوازي الأضلاع تساوي ضعف مساحة المثلث المشكل بضلعين وقطر.
4. كل قطر في متوازي الأضلاع منصف للقطر الآخر.
5. يتقاطع قطراه في نقطة تشكل مركز تناظر لمتوازي الأضلاع، وتسمى مركز متوازي الأضلاع.
6. أي مستقيم يمر بمركز متوازي الأضلاع يقسمه إلى شكلين متطابقين.
7. كل زاويتين متقابلتين متساويتان.
8. مجموع مربعات أطوال الأضلاع تساوي مجموع مربعي طولي القطرين (هذا هو قانون متوازي الأضلاع).
9. مجموع كل زاويتين متحالفتين (على ضلع واحد) °180.

إن تحقق واحد من الخصائص السابقة في مضلع رباعي محدب يعني أن الشكل متوازي أضلاع، كما أن إثبات أن ضلعين متقابلين متوازيين ومتقايسيين في آنٍ معاً يثبت أن الشكل متوازي أضلاع.

## المحيط
محيط متوازي أضلاع يحسب بالعلاقة: {\displaystyle P=2(a+b)} حيث a و b طولا أي ضلعين متجاورين فيه.

## المساحة
لتكن K مساحة متوازي أضلاع.
تحسب مساحة متوازي أضلاع بمعرفة طولي القاعدة والارتفاع بالقانون: {\displaystyle K=b.h} حيث b طول القاعدة، وهي أي ضلع في متوازي الأضلاع، وh الارتفاع وهو العمود النازل من الرأس المقابلة لذاك الضلع عليه.

كما تحسب أيضاً بمعرفة طولي ضلعين متجاورين وجيب زاوية بالقانون: {\displaystyle K=a\times b\times \sin(x)} حيث a، b طولا أي ضلعين متجاورين فيه، و x قياس أي زاوية فيه.

ويمكن حساب المساحة بمعرفة طولي القطرين وجيب زاوية محصورة بين القطرين بالقانون: {\displaystyle K=m\times n\times \sin(x){\frac {1}{2}}} حيث m، n طولا القطرين، وx قياس أي زاوية محصورة بينهما.

يمكن تحويل متوازي الأضلاع إلى مستطيل لحساب المساحة

### حساب مساحة متوازي أضلاع باستعمال إحداثيات رؤوسه
لتكن متجهتين {\displaystyle \mathbf {a} ,\mathbf {b} \in \mathbb {R} ^{2}} و {\displaystyle V={\begin{bmatrix}a_{1}&a_{2}\\b_{1}&b_{2}\end{bmatrix}}\in \mathbb {R} ^{2\times 2}} تدل على المصفوفة حيث عناصر a و b. إذن، مساحة متوازي الأضلاع المولد بالمتجهتين a و b تساوي {\displaystyle |\det(V)|=|a_{1}b_{2}-a_{2}b_{1}|\,}.
لتكن متجهتين {\displaystyle \mathbf {a} ,\mathbf {b} \in \mathbb {R} ^{n}} و لتكن {\displaystyle V={\begin{bmatrix}a_{1}&a_{2}&\dots &a_{n}\\b_{1}&b_{2}&\dots &b_{n}\end{bmatrix}}\in \mathbb {R} ^{2\times n}}. إذن، مساحة متوازي الأضلاع المولد بالمتجهتين a و b تساوي {\displaystyle {\sqrt {\det(VV^{\mathrm {T} })}}}.
لتكن النقط {\displaystyle a,b,c\in \mathbb {R} ^{2}}. إذن، مساحة متوازي الأضلاع حيث الرؤوس في a و b و c مساوية للقيمة المطلقة لمحدد مصفوفة بُنيت باستعمال aو b و c صفوفا وحيث العمود الأخير أضيف باستعمال الواحدات كما يلي:
{\displaystyle K=\left|\det {\begin{bmatrix}a_{1}&a_{2}&1\\b_{1}&b_{2}&1\\c_{1}&c_{2}&1\end{bmatrix}}\right|.}

## حالات خاصة من متوازي الأضلاع
- إذا تعامد قطراه، أو تساوى طولا ضلعين متجاورين فيه، عُدَّ الشكل معيناً.
- إذا تساوى قطراه أو كانت إحدى زواياه قائمةً، عُدَّ الشكل مستطيلاً.
- إذا كان الشكل مستطيلاً، ومعيناً في آن معاً، فإن الشكل مربع.

## وصلات خارجية
- متوازي أضلاع